# عبد الرحمن فخري
عبد الرحمن فخري شاعر وناقد يمني، ولد في عدن عام 1936 م، ودرس الابتدائية والمتوسطة في مدارس مستعمرة عدن، التحق مع عدد من الحاصلين على الشهادة المتوسطة بالتدريس في مدارس المستعمرة تحت اشراف ورقابة إدارة المعارف.

## دراسته
في العام 1958 م تم اعلان الاضراب العام من قبل عدد من النقابات ضد انتخابات المجلس التشريعي، فاتخذت إدارة معارف مستعمرة عدن قرارها بفصل عدد كبير من المدرسين، فتم استيعاب عدد منهم في المعهد الإسلامي، واوفدت رابطة أبناء الجنوب العربي عدد من المدرسين للدراسة الثانوية في الجمهورية العربية المتحدة، من الذين تم إيفادهم عبد الرحمن فخري واخيه علي فخري.
بعد اكمال دراسته الثانوية في مصر، تم ايفاده للدراسة في لبنان فالتحق بالجامعة الأميركية في بيروت، ودرس الاقتصاد والعلوم السياسية.

## مسيرته المهنية
التحق بوزارة الاقتصاد، ووزارة الثقافة بعد الاستقلال الوطني، وعين وكيلا لوزارة الثقافة.
من الأعضاء المؤسسين لاتحاد الأدباء والكتاب اليمنيين، وشغل منصب نائب أمين عام الاتحاد.
عمل في منظمة الأمم المتحدة كمسئول في الاعلام.

## المكانة الأدبية
يعتبر الشاعر الفخري من طليعة رواد قصيدة النثر في اليمن، واحد المجددين في الشعر العربي، عمل بدأب مع مجايليه من الشعراء في التمهيد لكتابة القصيدة الجديدة بإيقاع عصري، حيث تميزت القصيدة بموسيقاها الداخلية وايقاعاتها مع خلوها من الوزن.
ترجمت بعض أعماله إلى عدة لغات، وصدرت له مختارات باللغة الإنجليزية بعنوان " ليالي الادب العربي الحديث عام1988 م.

## الإصدارات
أصدر ثلاثة دواوين شعريه هي:
- نقوش على حجر العصر، دمشق1987م، إصدار اتحاد الكتاب العرب.
- من الاغاني ما أحزن الاصفهاني، عمان ــ الأردن.
- من جعبة الفراشة، صادر عن اتحاد الادباء والكتاب اليمنيين.
- أصدر كتابا نقديا بعنوان " الكلمة والكلمة الأخرى "، إصدار وزارة الثقافة-عدن.

## الوفاة
توفي الشاعر عبد الرحمن فخري في مدينة نيويورك الأمريكية في 21 أغسطس 2016.